# Ashford (Surrey)
Koordinaten: 51° 26′ N, 0° 27′ W
Ashford ist eine Stadt, die fast vollständig zum Distrikt Spelthorne  der Grafschaft (County) Surrey im Süden Englands gehört. Der etwa 15 Meilen westsüdwestlich vom Charing Cross in der Nähe des Flughafens Heathrow gelegene Ort, eine der vielen Pendlergemeinden rund um London, hat etwa 25.000 Einwohner. Der River Ash fließt durch den Ort.
In Nachschlagewerken wird die Stadt häufig als Ashford, Middlesex apostrophiert, um sie von der großen Stadt Ashford in der Grafschaft Kent zu unterscheiden. Middlesex ist der Name der historischen Grafschaft, zu der Ashford gehörte; seit 1965, als das Middlesex County Council aufgelöst wurde, wird die Stadt vom Surrey County Council verwaltet, und ein kleiner Teil, der zu London gehört, vom London Borough of Hounslow.

## Stadtentwicklung
Archäologische Funde datieren Ashford bis in die Bronzezeit, aber die erste nachgewiesene Siedlung ist wahrscheinlich angelsächsischen Ursprungs. Erstmals erwähnt wird das Dorf im Domesday Book von 1086; auf der Landkarte ist es dort als „Exforde“ eingetragen.
Ende des 18. Jahrhunderts zählte Ashford 400 Einwohner. Der Anschluss an das Eisenbahnnetz durch die London and South Western Railway im Jahr 1848 ließ die Einwohnerzahl weiter wachsen, was schließlich Anlass gab, durch den bekannten Architekten William Butterfield eine größere Kirche errichten zu lassen, die 1858 geweiht und 1865 fertiggestellt wurde. 1873 entschloss man sich dann zum Bau eines Pfarrhauses. Zu dieser Zeit hatte Ashford 1.019 Einwohner, und ein weiteres Anwachsen war mit der Eröffnung der West London District School im Jahr 1872 schon vorgezeichnet.
Wegen seiner Nähe zur Hauptstadt und der guten Verkehrsanbindung entwickelte sich Ashford im 20. Jahrhundert zu einem beliebten Wohnort für Pendler. So ist das heutige Stadtbild ein Gemisch aus Villen und schlossähnlichen Gebäuden, die hauptsächlich aus der Zeit von 1930 bis 1960 stammen. Die Hauptgeschäftsstraße ist Church Road, wo sich außerdem der Ashford Campus of Brooklands College, die Ashford Library und ein Denkmal für die Toten der beiden Weltkriege befinden.
Hauptarbeitgeber in Ashford selbst ist der Energiekonzern BP International. Eine beträchtliche Zahl der Bewohner arbeitet auf dem Flughafen Heathrow; viele andere sind in London beschäftigt oder haben Arbeitsplätze im Gebiet westlich von London, das auch als Thames-Valley („Themse-Tal“) bekannt ist.
Der größte Teil des Borough of Spelthorne gehört zum Grünen Gürtel Londons und ist mit Kiesgrubenseen durchsetzt, die heute Bestandteil der Londoner Wasserversorgung sind. Das Staines Reservoir im Nordosten ist als Vogelschutzgebiet ausgewiesen, während sich das Queen Mary Reservoir zu einem beliebten Segelrevier entwickelt hat.
Im Shortwood Common genannten Gebiet zwischen Ashford und Staines weidet immer noch das Vieh. Der dort befindliche Teich mit dem umgebenden Areal ist eines der letzten regionalen Refugien für eine vielfältige Tier- und Pflanzenwelt und wurde deshalb zur Site of Special Scientific Interest (SSSI) erklärt.

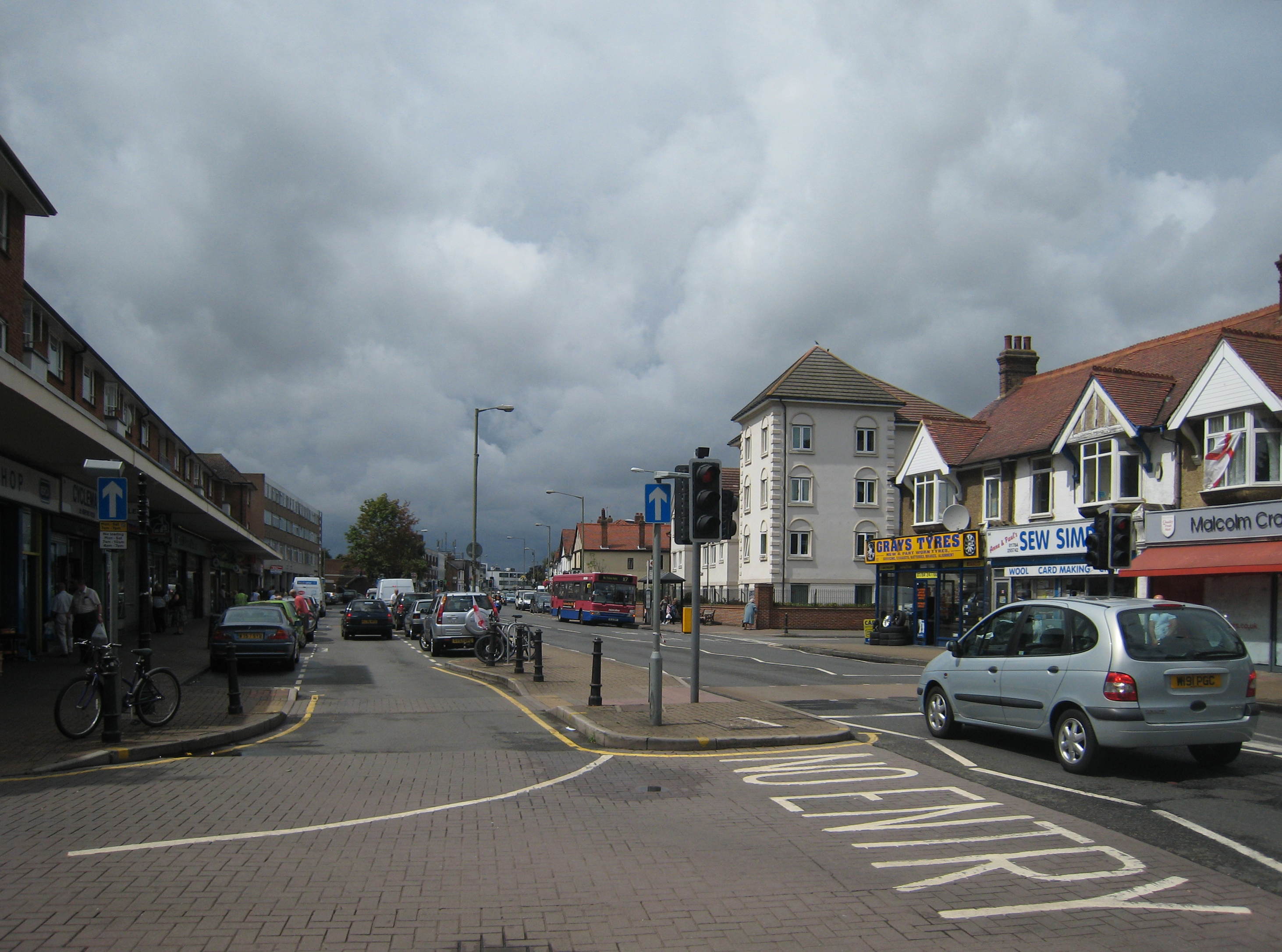
Church Road
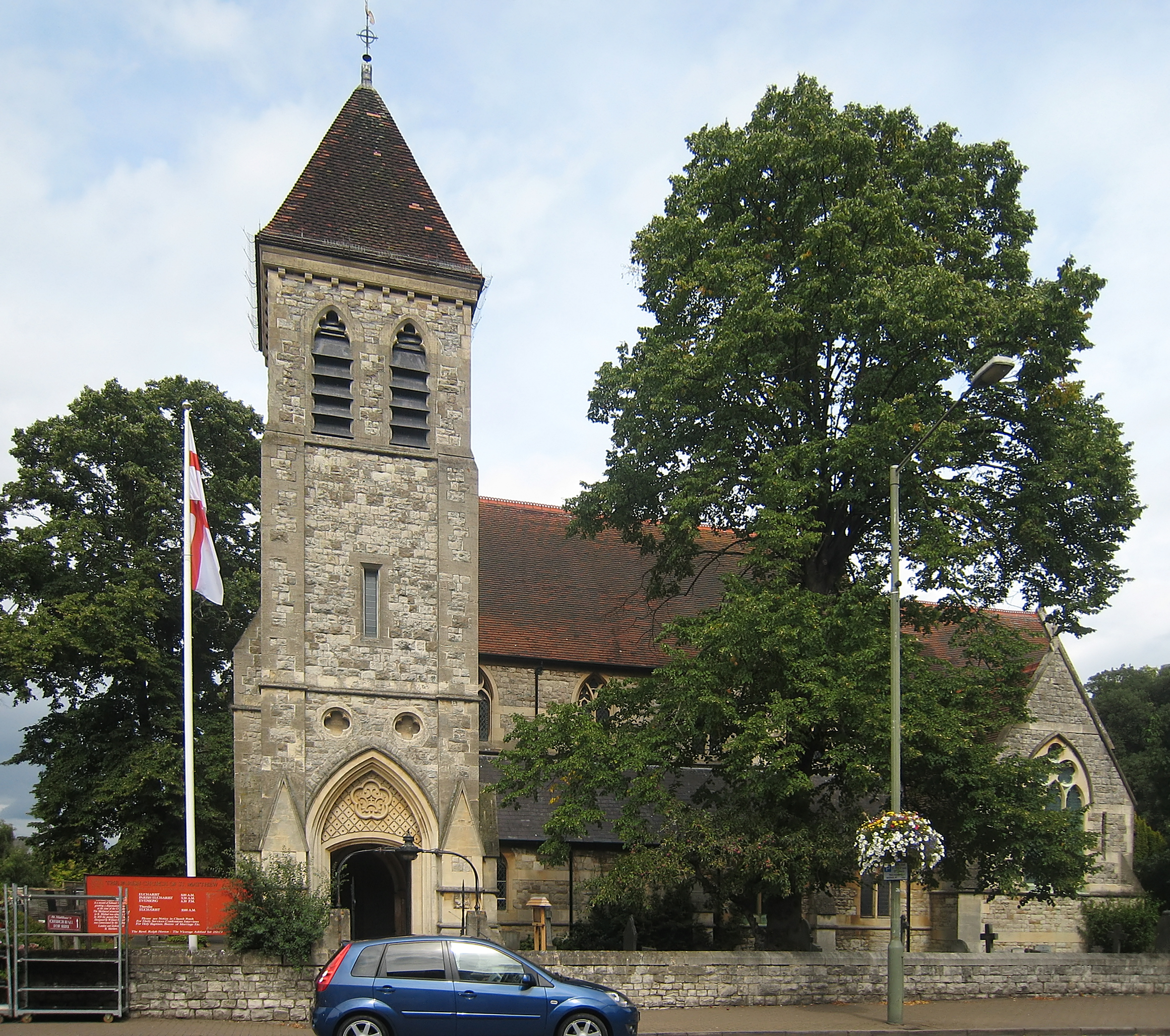
Gemeindekirche St Matthews
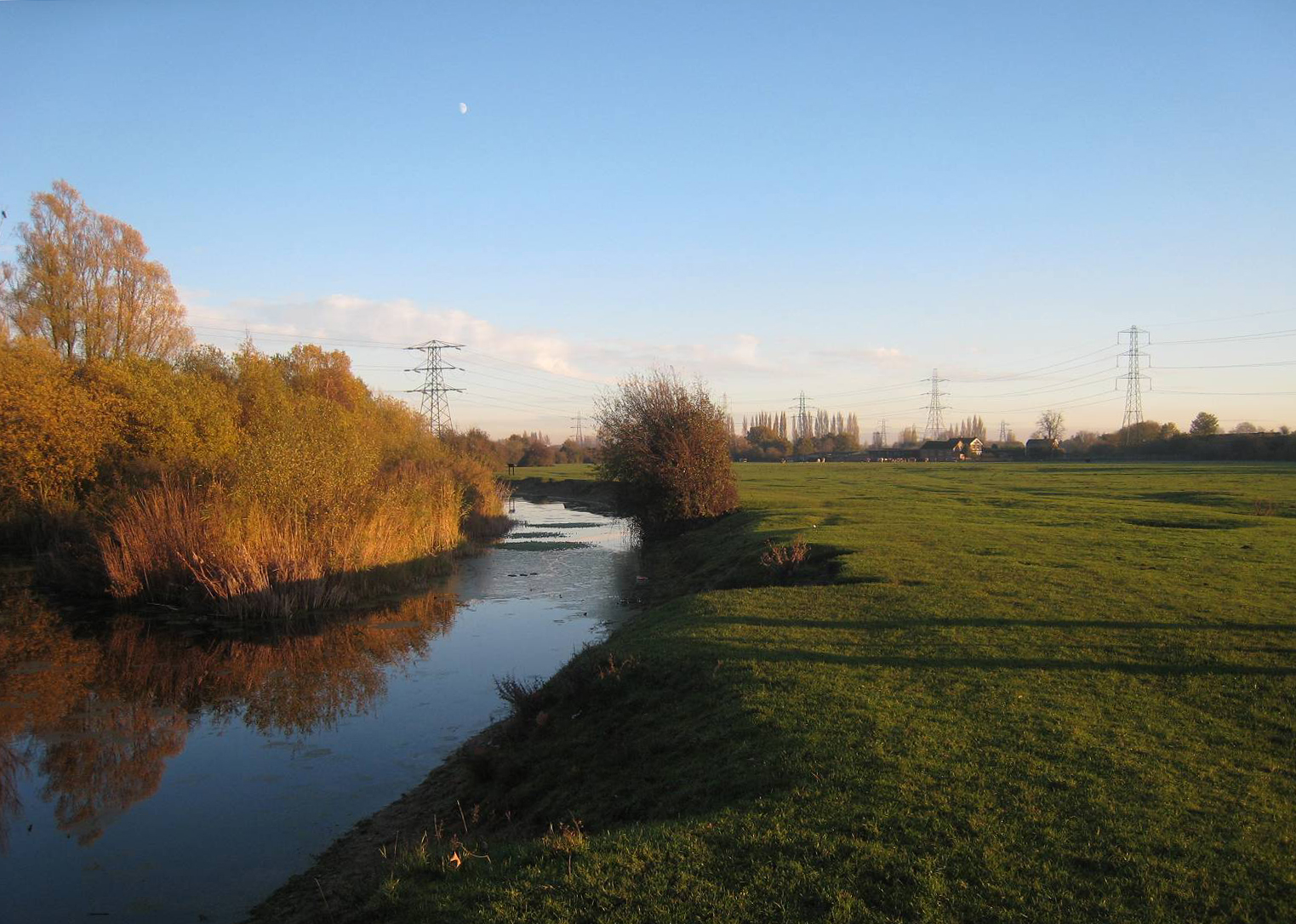
Shortwood Common

## Söhne und Töchter der Stadt
- Ray Dorset (* 1946), Frontmann, Sänger und Songschreiber der Band Mungo Jerry.
- Norman Willis, Generalsekretär des Trades Union Congress (TUC) 1984–92 und Präsident der European Trade Union Confederation 1991–93.
- Bobby Davro, eigentlich Robert Nankeville, Schauspieler und Comedian.
- Lynda Chater, Romanschriftstellerin.
- Russell Grant, Astrologe und Einwohner von Staines, Lord of Ashford seit 1996.
- Robert Evans (* 1956), Politiker und Parlamentarier der Labour Party.
- Spelbound, Akrobatentruppe, 2010 Gewinner der Castingshow Britain’s Got Talent.
- Dan Flint, Schlagzeuger der Rockband You Me at Six.
- Tony Doyle (1958–2023), ehemaliger Radrennfahrer.